# Сигма-самец

Кристиан Бейл в роли Патрика Бэйтмана. Данный персонаж наиболее часто ассоциируется с архетипом «сигма-самца».

Сигма-самец (сигма-мужчина, сигма, от буквы греческого алфавита Σ) — интернет-мем и термин из интернет-сленга, которым называют мужчин-одиночек и независимых от общества личностей.
Термин «сигма-самец» относится к теории переноса иерархии в общностях некоторых животных на человеческое общество (см. Альфа- и бета-мужчины), бывшей достаточно популярной в среде так называемой маносферы. В 2020-е годы термин завирусился и стал полноценным интернет-мемом.
Понятие «сигма-самец» часто высмеивается из-за его использования в целях восхваления и обожествления популярных людей.
Примерами сигм называют Патрика Бэйтмана (персонажа книги «Американский психопат» и одноимённого фильма), Томаса Шелби, Тайлера Дёрдена, Джона Уика и Райана Гослинга.

## Появление термина

### Теория мужской иерархии
Популяризатором теории альфа- и бета-мужчин является представитель альт-райт движения Вокс Дэй. Помимо уже упомянутых альф и бет, в иерархии Дэя были и другие архетипы:
- Дельта-самец — простой, ничем не примечательный человек, не имеющий какого-либо влияния в обществе или связей с альфой[7].

- Гамма-самец — интроверт-интеллектуал, расположенный ниже дельты и не имеющий амбиций[8].
- Сигма-самец — личность, независимая от предустановок и взглядов окружения, не стремящаяся к доминированию или лидерству и следующая строго своим интересам[9].

Данная теория критикуется как антинаучная, бессмысленная и во многом женоненавистническая.

### Популяризация «сигма-самца»
В 2014 году была опубликована книга Джона Александера «Сигма-мужчина: чего на самом деле хотят женщины», которая активно продвигалась в социальной сети Twitter.
Эта книга стала причиной активного использования термина «сигма-самец». В 2017—2021 годах он стал популярен на YouTube.

## Критика
По причине того, что примерами сигм обычно называют не реальных людей, а лишь вымышленных персонажей, данный термин критикуется за восхваление нереалистичной индивидуальности, «крутости» и за стандартизацию красоты.